# SMS Csikós
Le SMS Csikós était un destroyer de classe Huszár construit par l'Autriche-Hongrie à partir de 1905.